# Tanymecosticta jejuna
Tanymecosticta jejuna is een libellensoort uit de familie van de Isostictidae , onderorde juffers (Zygoptera).
De wetenschappelijke naam van de soort is voor het eerst geldig gepubliceerd in 1959 door Lieftinck.